# USS LST-808
O USS LST-808 foi um navio de guerra norte-americano da classe LST que operou durante a Segunda Guerra Mundial.